# Várzea Alegre
Várzea Alegre este un oraș și o municipalitate din statul Ceará (CE) din Brazilia.